# Рижский договор (1921)

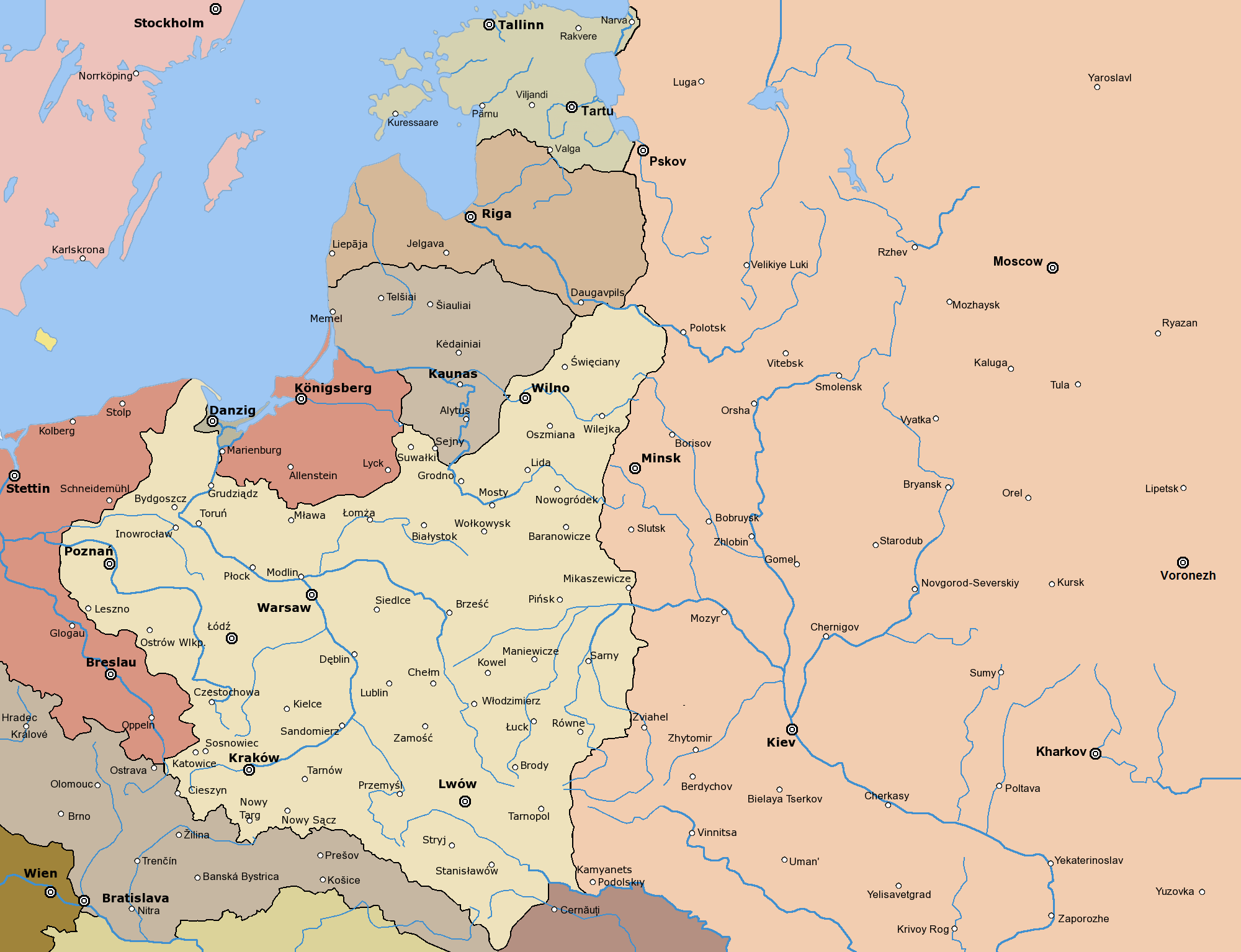
Граница между странами по итогам договора

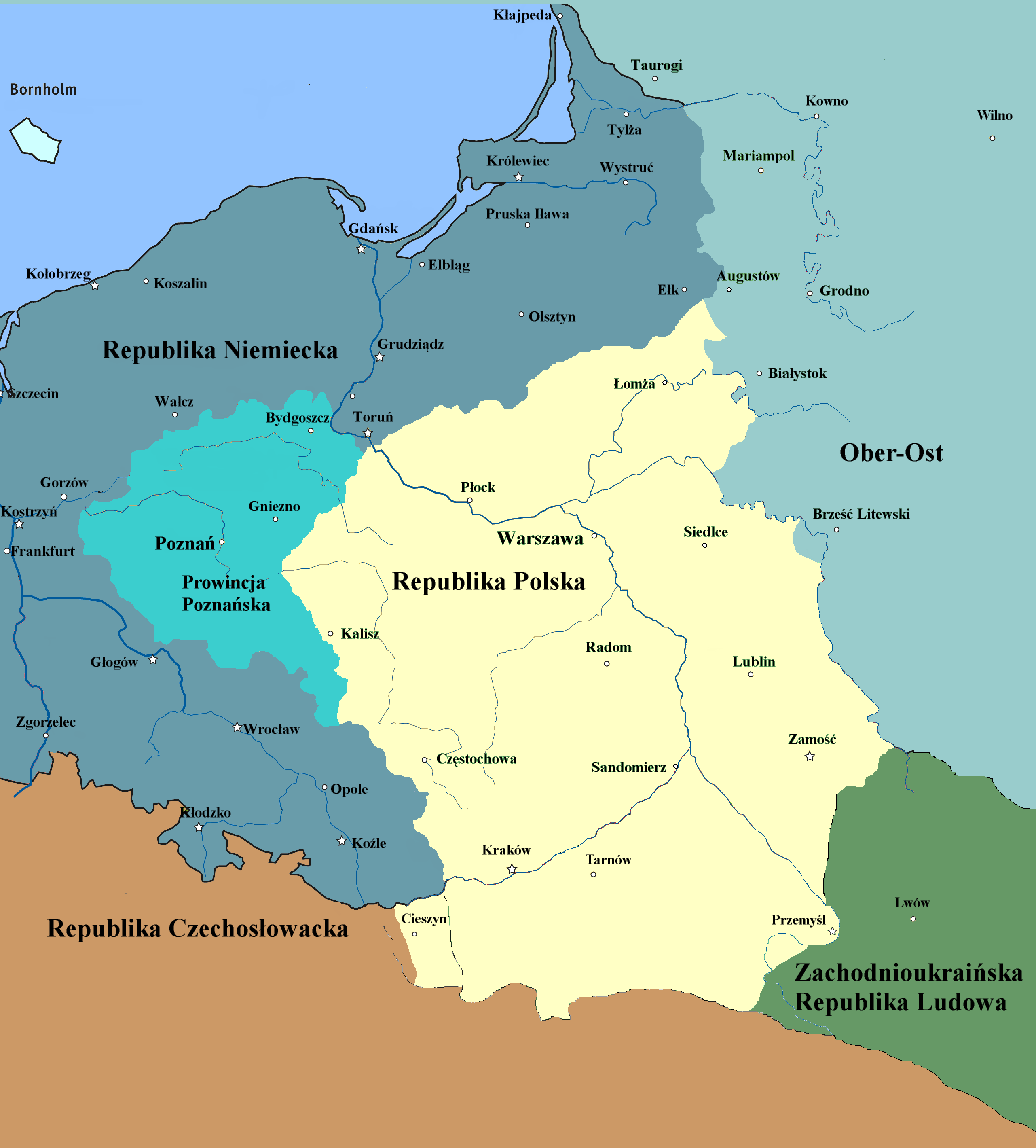
Польская республика в середине ноября 1918 года

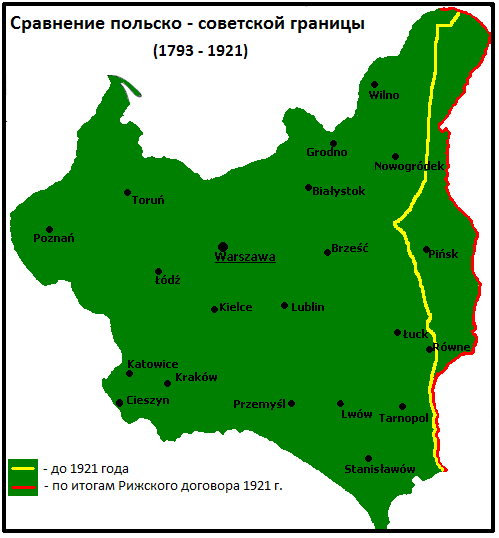
Сравнение польско-советской границы 1793 и 1921 годов

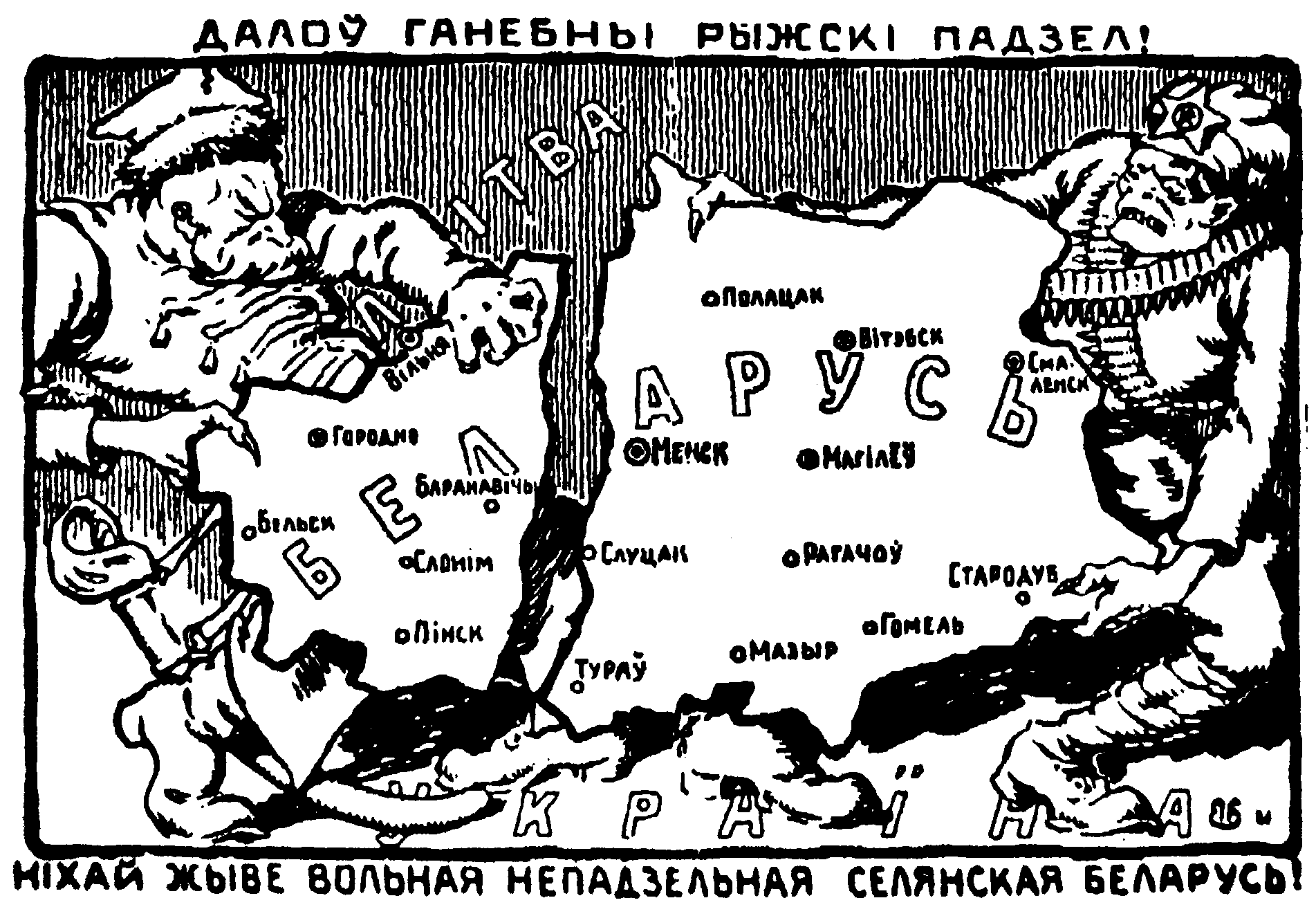
Карикатура 1921 г. на «позорный рижский раздел Белоруссии между Польшей и большевиками»

Рижский мирный договор 1921 года — договор между РСФСР (за себя и по полномочию правительства БССР), УССР с одной стороны, и Польской Республикой — с другой.
Подписан 18 марта 1921 года в Риге. Договор был составлен на русском, украинском и польском языках в трёх равноправных экземплярах и вступал в силу после его ратификации. 14 апреля 1921 года договор был ратифицирован Всероссийским ЦИК, 15 апреля — сеймом Польской республики, 17 апреля — ЦИК Украинской ССР.
С ратификацией договора завершилась советско-польская война (1919—1921).

## Предыстория
Через несколько дней после свержения самодержавия в России, 14 марта 1917 г., Петроградский совет рабочих и  солдатских депутатов выпустил обращение «К польскому народу», провозгласив, что «Польша имеет право быть независимой в государственном и международном отношении». На следующий день Временное правительство утвердило Положение о Ликвидационной комиссии по делам царства Польского, которой поручалось провести «выявление местонахождения и состояния имуществ государственных и общественных учреждений царства Польского, определение условий хранения и заведования ими впредь до передачи их польскому государству».
В 1921 году была создана комиссия при Главархиве РСФСР по исполнению статьи IX Рижского мирного договора с Польшей. Комиссией руководил М. К. Любавский, в её состав входили также Н. Ф. Бельчиков, С. К. Богоявленский и В. И. Пичета. Аналогичная комиссия под руководством А. Е. Преснякова возникла несколько позже и в Петрограде. На основании документов московской комиссии, которая провела десять заседаний с 23 апреля по 11 мая 1921 г., была подготовлена служебная записка председателя ЦИК БССР и СНК БССР А. Г. Червякова в Главархив РСФСР от 31 мая 1921 г. о недопущении выдачи Россией Литовской метрики какому-либо государству, кроме Белоруссии.

## Основные положения
Польша аннулировала Варшавский договор (1920) с Украинской Народной Республикой. Договор установил границы между РСФСР, УССР, БССР и Польской Республикой.
К Польской Республике отошли обширные территории, находившиеся к востоку от линии Керзона, с преобладанием непольского населения — Западная Украина (западная часть Волынской губернии), Западная Белоруссия (Гродненская губерния) и часть территорий других губерний Российской империи (части Псковского, Островского уездов Псковской губернии, западные части Волынской, Минской губерний).
Стороны обязывались не вести враждебной деятельности в отношении друг друга. Договором предусматривалось проведение переговоров о заключении торговых соглашений.
Советская сторона согласилась возвратить Польской Республике военные трофеи, все научные и культурные ценности, вывезенные с территории Царства Польского начиная с 1 января 1772 года, а также обязалась уплатить Польше в течение года 30 млн золотых рублей за вклад Царства Польского в хозяйственную жизнь Российской империи и передать польской стороне имущества на сумму 18 млн золотых рублей, то есть выплатить де-факто репарации. Польская Республика освобождалась от ответственности за долги и иные обязательства бывшей Российской империи.

## Подписание договора
От имени РСФСР (в том числе и БССР) и УССР договор подписали:
1. Адольф Абрамович Иоффе;
2. Яков Станиславович Ганецкий;
3. Эммануил Ионович Квиринг;
4. Юрий Михайлович Коцюбинский;
5. Леонид Леонидович Оболенский.

От Польской Республики:
1. Ян Домбский;
2. Станислав Каузик;
3. Эдуард Лехович;
4. Генрих Страсбургер;
5. Леон Василевский.

## Соблюдение договора
Вскоре после вступления договора в силу, в связи с поддержкой польским правительством антисоветских группировок, задержками с возвращением советских военнопленных и неблагоприятной ситуацией в лагерях для советских военнопленных, а также несоблюдением договорённостей о равноправии русских, украинцев и белорусов, проживавших в Польской Республике, у советской стороны возникли претензии к польской стороне по вопросам выполнения Польской Республикой условий договора.